# Kanton Olmeto
Kanton Olmeto (francouzsky Canton d'Olmeto) je francouzský kanton v departementu Corse-du-Sud v regionu Korsika. Tvoří ho 6 obcí.

## Obce kantonu
- Arbellara
- Fozzano
- Olmeto
- Propriano
- Santa-Maria-Figaniello
- Viggianello